# Ovčín (rybník, Čekanice)
Rybník Ovčín je velký rybník o výměře 12,35 ha nalézající se asi 0,5 km západně od obce Čekanice v okrese Strakonice. V těsné blízkosti rybníka se nalézá samota Ovčín. Rybník je napájen Bílým potokem a je využíván pro chov ryb. Na hrázi rybníka u silnice do Sedlice se nalézá křížek se skupinou památných lip.

## Galerie

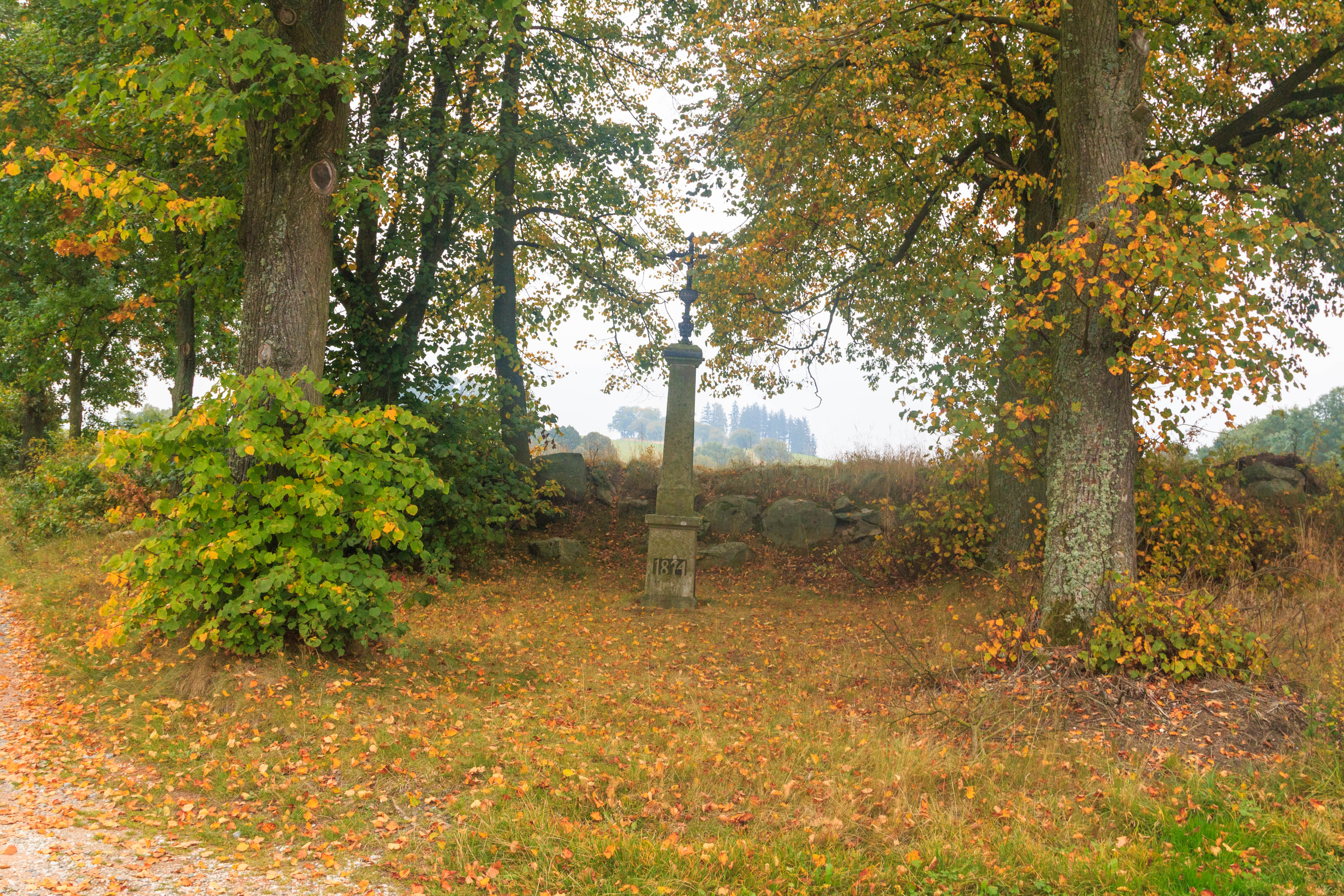
Křížek pod památnými lipami u hráze
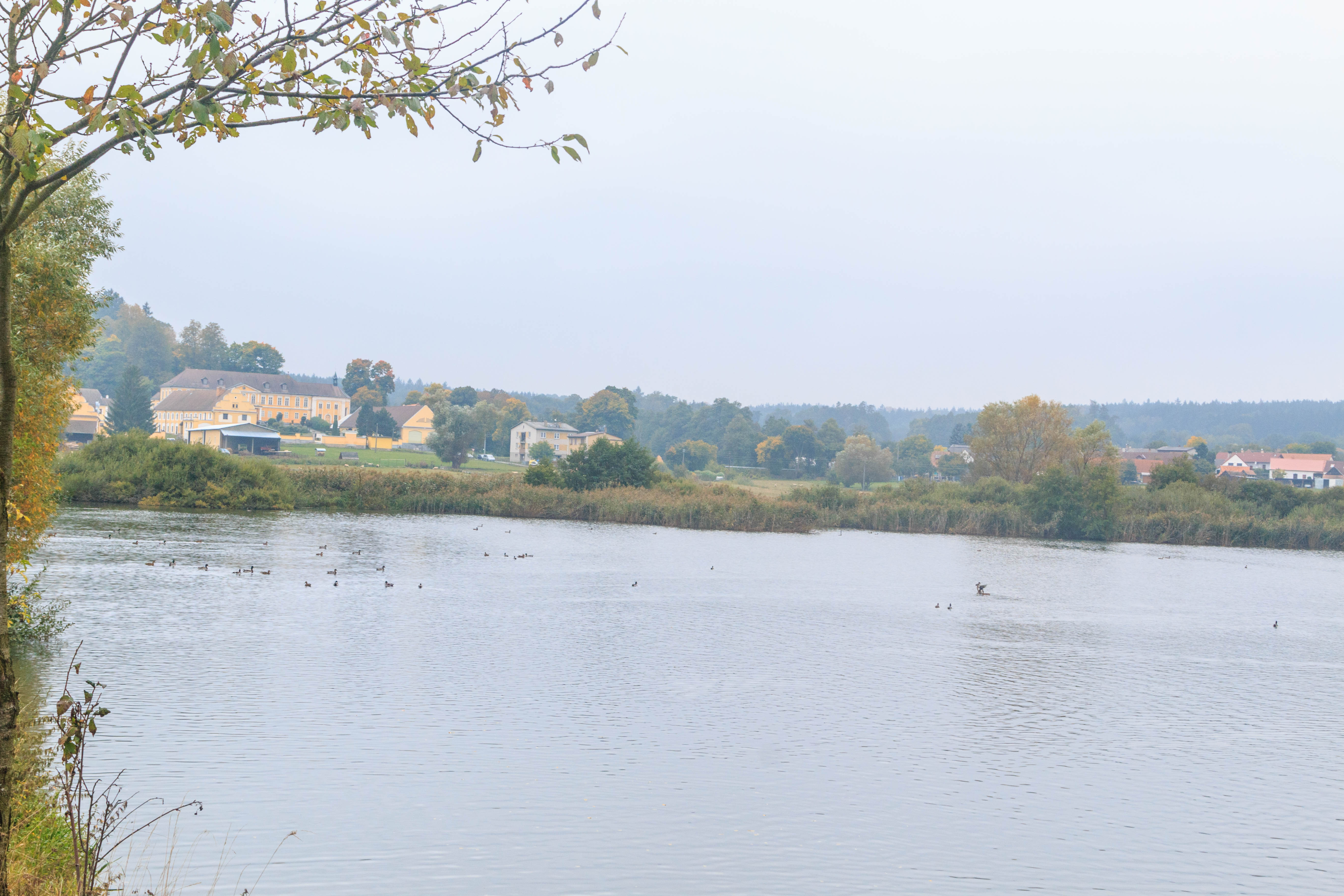
Rybník Ovčín
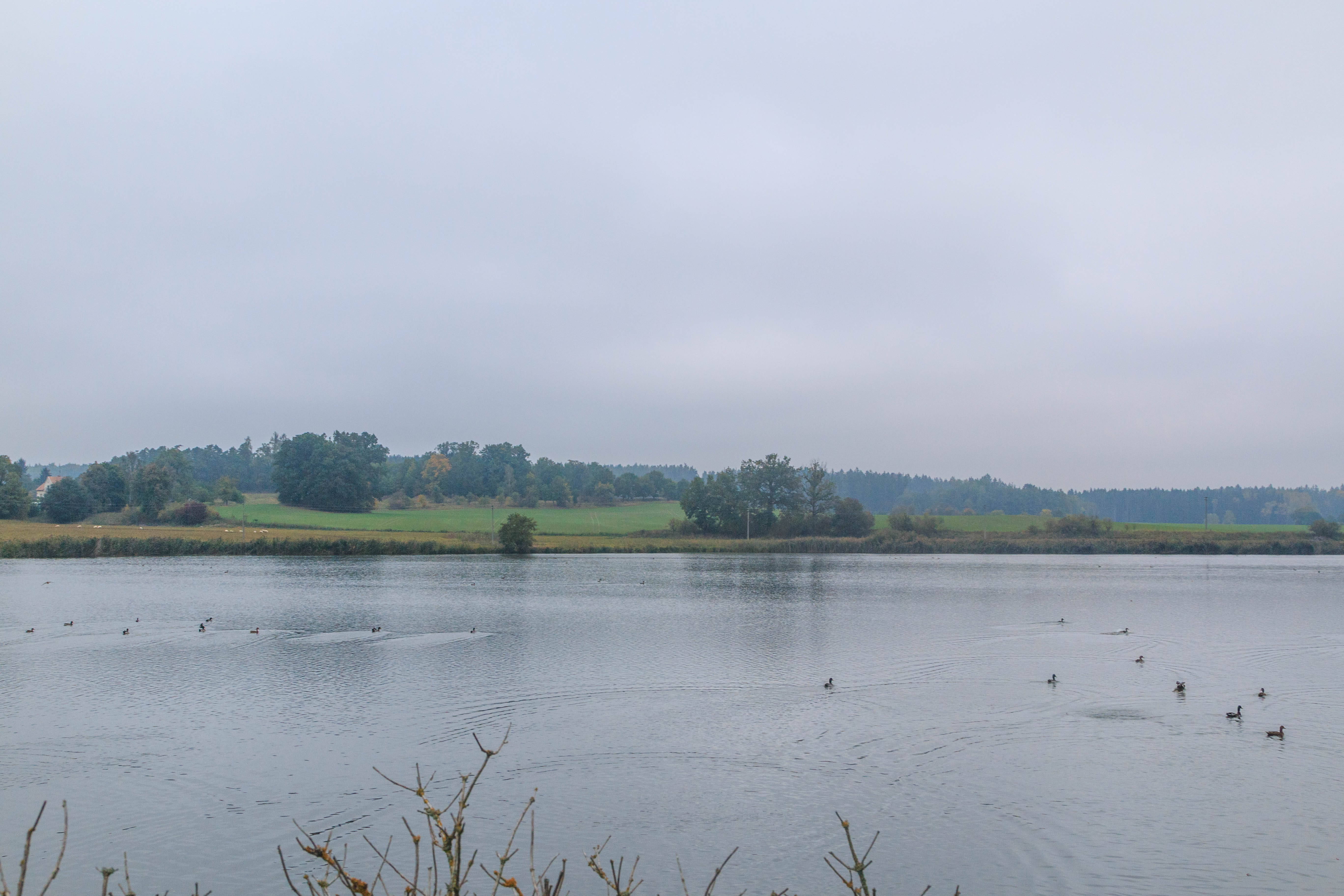
Rybník Ovčín
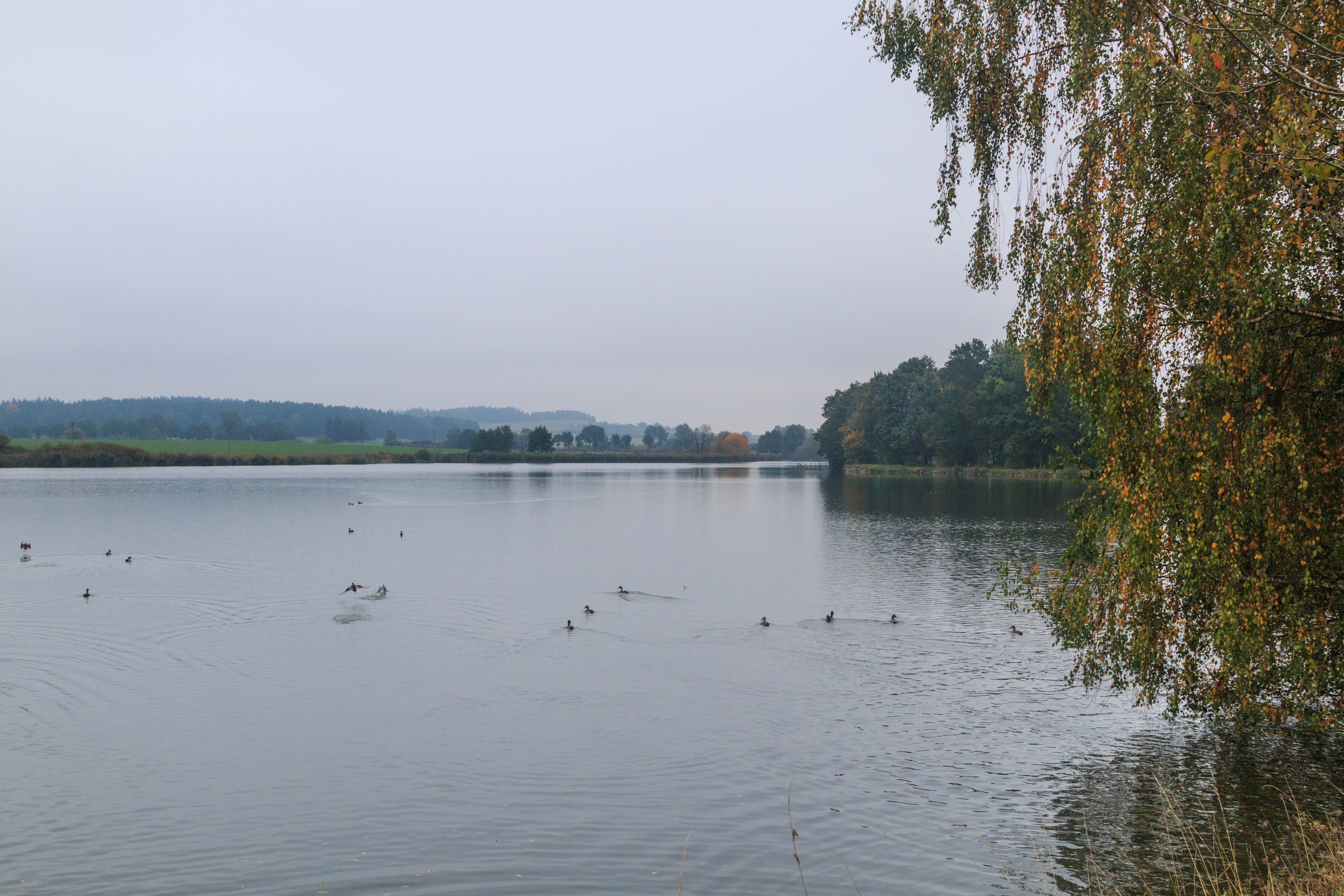
Rybník Ovčín